# Galletas de Lagaccio

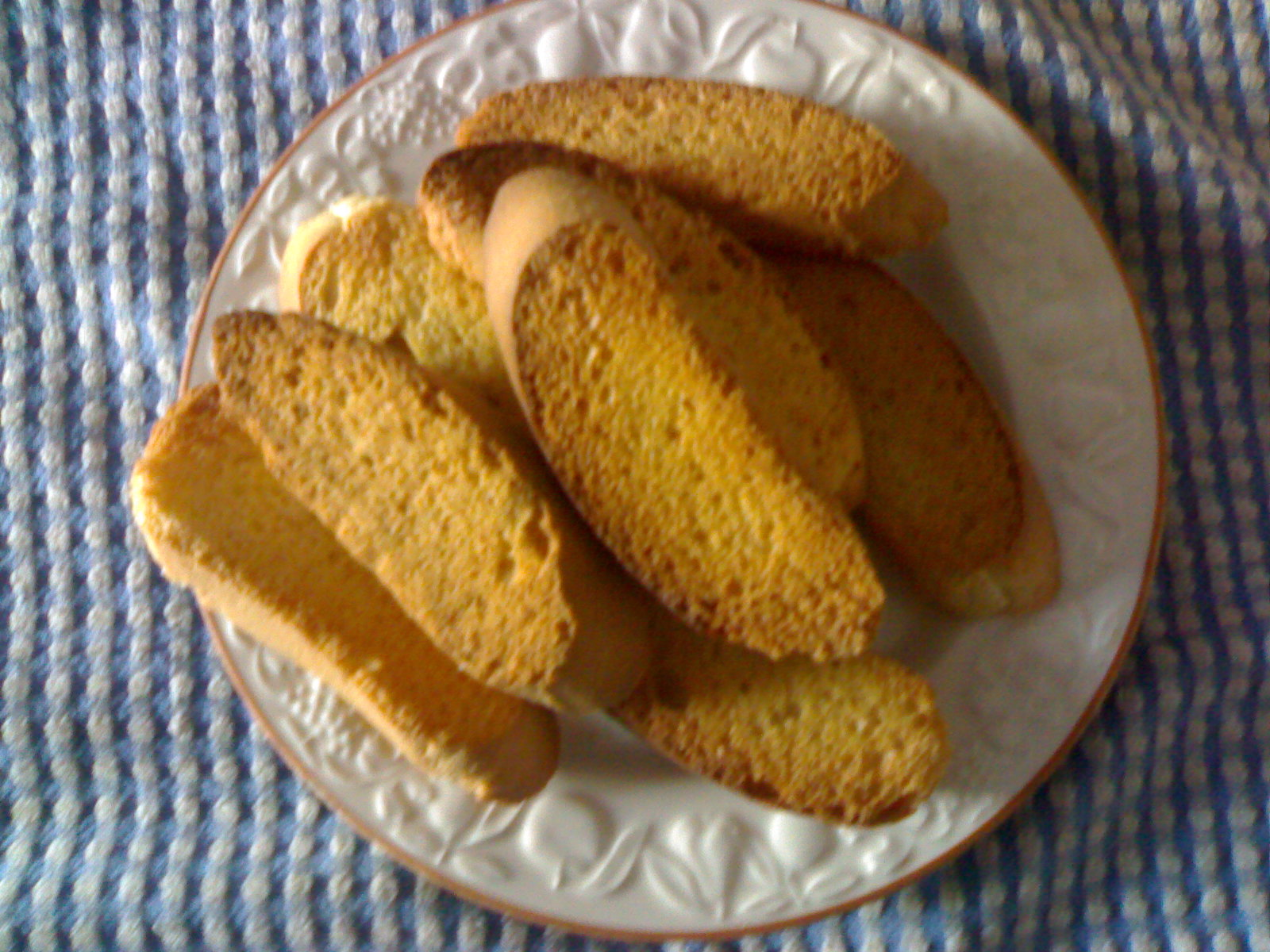
Galletas de Lagaccio.

Las galletas de Lagaccio (en italiano biscotti del Lagaccio; en genovés bescheutti do Lagasso) son galletas originarias del barrio del Lagaccio, en Génova (Italia).
Este tipo de galleta es llamado, especialmente en el Ovadese, «galletas de la salud» (italiano: biscotto della salute; genovés: bescheutti da salûte). En realidad, la única diferencia que existe entre los dos tipos de galleta es la incorporación en las de Lagaccio de una pequeña cantidad de licor digestivo de anís.
Se elaboran con harina de trigo, levadura de cerveza, azúcar, mantequilla, sal y, facultativamente, una pizca de hinojo dulce o anís. Se mezclan la harina y la levadura con agua, y se deja subir. Se añade el resto de los ingredientes, se amasa y se vuelve a dejar subir una hora. Entonces se hacen dos tiras de masa, se dejan reposar y se hornean media hora a 180°C, dejándolas reposar 24 horas antes de cortarlas en rodajas oblicuas de unos 2 cm de grosor.

## Historia
Nacieron en 1593 en el barrio de Lagaccio, en Génova, cerca del embalse del mismo nombre ordenado por Andrea Doria y finalizado en los años 1960, donde un horno de la época empezó a producirlas.
Originalmente eran simples rodajas de pan tostado que servían para el almacenamiento en el barco. Son muy adecuadas para el desayuno o la merienda. Siguen siendo producidas por algunas confiterías de la zona de Génova y, en general, en Liguria, Ovada y Voltaggio, en el bajo Piamonte.